# James Young (químico)
James Young (13 de julio de 1811 - 13 de mayo de 1883) fue un químico escocés conocido por su método de destilación de parafina a partir de carbón y lutitas bituminosas. A menudo se lo conoce como Young's Paraffin.

## Primeros años
James Young nació en el área de Drygate en Glasgow, hijo de John Young, ebanista y carpintero. Se convirtió en el aprendiz de su padre a temprana edad y se educó en la escuela nocturna, asistiendo a clases nocturnas en las cercanías del Anderson's College (ahora la Universidad de Strathclyde) desde la edad de 19 años. En Anderson's College conoció a Thomas Graham, que acababa de ser nombrado profesor de química. En 1831 Young fue nombrado asistente de Graham y ocasionalmente tomó algunas de sus conferencias. Mientras estuvo en Anderson's College, también se encontró y se hizo amigo del explorador David Livingstone; esta amistad continuó hasta la muerte de Livingstone en África muchos años después.
El 21 de agosto de 1838 se casó con Mary Young, en la parroquia central de Paisley; en 1839 se mudaron a Lancashire.

## Carrera
El primer artículo científico de Young, fue el 4 de enero de 1837, en el describió una modificación de una batería voltaica inventada por Michael Faraday. Más tarde, ese mismo año, se mudó con Graham a la University College de Londres, donde lo ayudó con el trabajo experimental.

### Sustancias químicas
En 1839, Young fue nombrado gerente de obras químicas de James Muspratt en Newton-le-Willows, cerca de St Helens, Merseyside, y en 1844, de Tennants, Clow & Co. en Mánchester, para quien ideó un método para fabricar estanato de sodio directamente de la casiterita.

### Plaga de papa
En 1845 sirvió en un comité de la Sociedad Literaria y Filosófica de Mánchester para la investigación de la plaga de la papa, y sugirió sumergir las papas en ácido sulfúrico diluido como un medio para combatir la enfermedad; no fue elegido miembro de la Sociedad hasta el 19 de octubre de 1847. Al encontrar el periódico Manchester Guardian insuficientemente liberal, también comenzó un movimiento para el establecimiento del periódico Manchester Examiner, que se publicó por primera vez en 1846.

## Aceites
En 1847 Young dirigió su atención a una filtración de petróleo natural en la mina de Riddings en Alfreton, Derbyshire, de la cual destiló un aceite ligero y adecuado para usar como aceite de lámpara, al mismo tiempo que obtenía un aceite más espeso adecuado para la lubricación de maquinaria.
En 1848 Young dejó Tennants, y en colaboración con su amigo y asistente Edward Meldrum, estableció una pequeña empresa para refinar el petróleo crudo. Los nuevos aceites tuvieron éxito, pero el suministro de petróleo de la mina de carbón pronto comenzó a fallar (finalmente se agotó en 1851). Young, al darse cuenta de que el aceite goteaba del techo de arenisca de la mina de carbón, teorizó que de alguna manera se originaba por la acción del calor en la veta de carbón y debido a este pensamiento este podría producirse artificialmente.
Siguiendo esta idea, probó muchos experimentos y finalmente logró destilar carbón de vela a fuego lento, un fluido parecido al petróleo, que cuando se le trató de la misma manera que el aceite de filtración dio productos similares. Young descubrió que por destilación lenta podía obtener una cantidad de líquidos útiles, uno de los cuales denominó "aceite de parafina" porque a bajas temperaturas se congelaba en una sustancia parecida a la cera de parafina.

## Patentes
La producción de estos aceites y cera sólida de parafina a partir del carbón fueron el tema de su patente con fecha del 17 de octubre de 1850. En 1850 Young, Meldrum y Edward William Binney se asociaron bajo el título de EW Binney & Co. en Bathgate, West Lothian y E. Meldrum & Co. en Glasgow; sus trabajos en Bathgate se completaron en 1851 y se convirtieron en las primeras obras petroleras verdaderamente comerciales en el mundo, utilizando aceite extraído de torbanita, lamosita y carbón bituminoso extraídos de minas locales para la fabricación de nafta y aceites lubricantes; la parafina para combustible y la parafina sólida no se vendieron hasta 1856.
En 1852 Young dejó Mánchester para vivir en Escocia y en ese mismo año sacó una patente estadounidense para la producción de aceite de parafina por destilación de carbón. Tanto las patentes de EE. UU. como del Reino Unido se confirmaron posteriormente en ambos países en una serie de demandas y otros productores se vieron obligados a pagarle regalías.

## Young's Paraffin Light and Mineral Oil Company

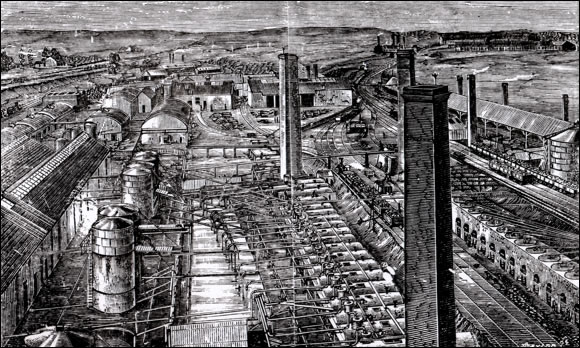
Addiewell trabaja en Del oeste Lothian

En 1865 Young compró los derechos de sus socios comerciales y construyó obras secundarias y más grandes en Addiewell, cerca de West Calder. Era un complejo industrial sustancial, en su tiempo una de las obras químicas más grandes de Escocia. En 1866, Young vendió la empresa a Young's Paraffin Light and Mineral Oil Company. Aunque Young permaneció en la compañía, no participó activamente en ella, sino que se retiró de los negocios para dedicarse a la navegación, viajes, actividades científicas y el cuidado de las propiedades que había comprado.
La compañía continuó creciendo y expandiendo sus operaciones, vendiendo aceite de parafina y lámparas de parafina en todo el mundo y ganando para su fundador el apodo de "Parafina" Young. Addiewell siguió siendo el centro de operaciones de Young's Paraffin Light and Mineral Oil Co. Ltd., pero a medida que los suministros locales de esquisto se agotaron, las actividades se centraron cada vez más en otros campos de esquisto. La refinería cerró alrededor de 1921. Otras compañías trabajaron bajo licencia de la firma de Young, y la fabricación de parafina se extendió por el sur de Escocia.
Cuando finalmente se agotaron las reservas de torbanita, la empresa pasó a ser pionera en la explotación de los depósitos de lutita bituminosa (lamosita) de West Lothian, no tan ricos en petróleo como el carbón de lignina y la torbanita. En la década de 1900, se extraían anualmente casi 2 millones de toneladas de lutitas, empleando a 4,000 hombres.

## Otro trabajo

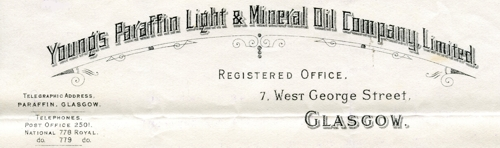
Parafina ligera de Young y membrete de la compañía de aceite mineral, 1909

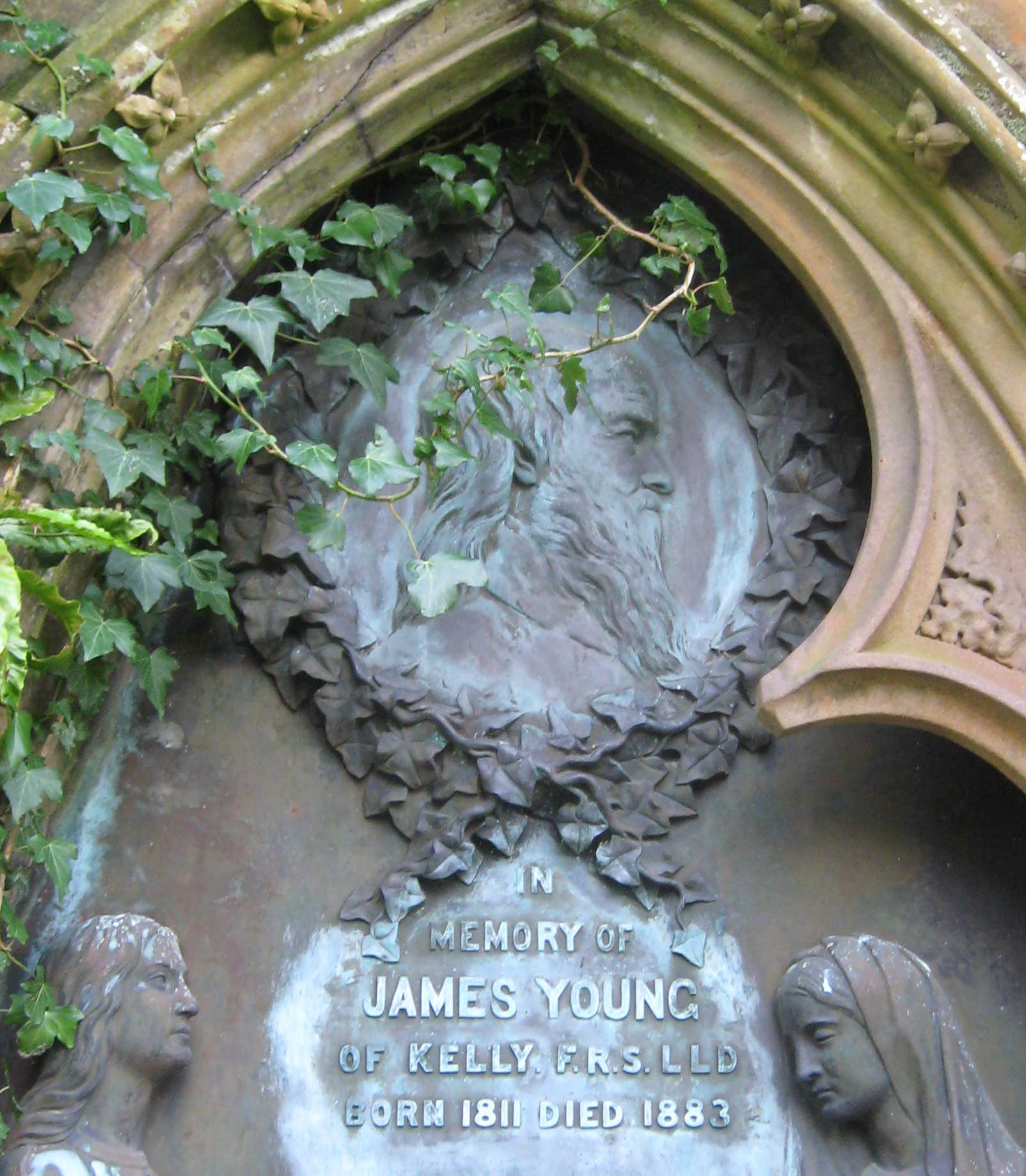
Retrato del busto de James Young, en su lápida en el cementerio de Inverkip.

- Durante el apogeo del entusiasmo por el movimiento Voluntario, Young formó el 4° Cuerpo de Voluntarios del Rifle de Linlithgowshire en Bathgate el 9 de agosto de 1862, conformado principalmente por empleados de sus trabajos químicos, con Young como capitán al mando hasta 1865. Más tarde se convirtió en la compañía D del 8 ° batallón de voluntarios, Royal Scots.[1][2][3]
- Young realizó importantes descubrimientos en barcos a prueba de herrumbre en 1872, que luego fueron adoptados por la Marina Real Británica. Al darse cuenta de que el agua de sentina era ácida, sugirió que la cal se podría utilizar para evitar que se corroyeran las naves de hierro.[4]
- Young trabajó con el profesor George Forbes en la velocidad de la luz alrededor de 1880, utilizando una versión mejorada del método de Hippolyte Fizeau.[5]

## Honores
- En 1847 Young fue elegido miembro de la Sociedad Literaria y Filosófica de Mánchester.
- En 1861 fue elegido miembro de la Royal Society of Edinburgh.
- De 1868 a 1877 fue presidente del Anderson's College y fundó la Young Chair of Technical Chemistry en el College.
- En 1873 Young fue elegido miembro de la Royal Society.
- En 1879 fue galardonado con un LI.D honorario de la Universidad de St. Andrews.
- De 1879 a 1881 fue vicepresidente de la Sociedad Química.

## Jubilación y muerte

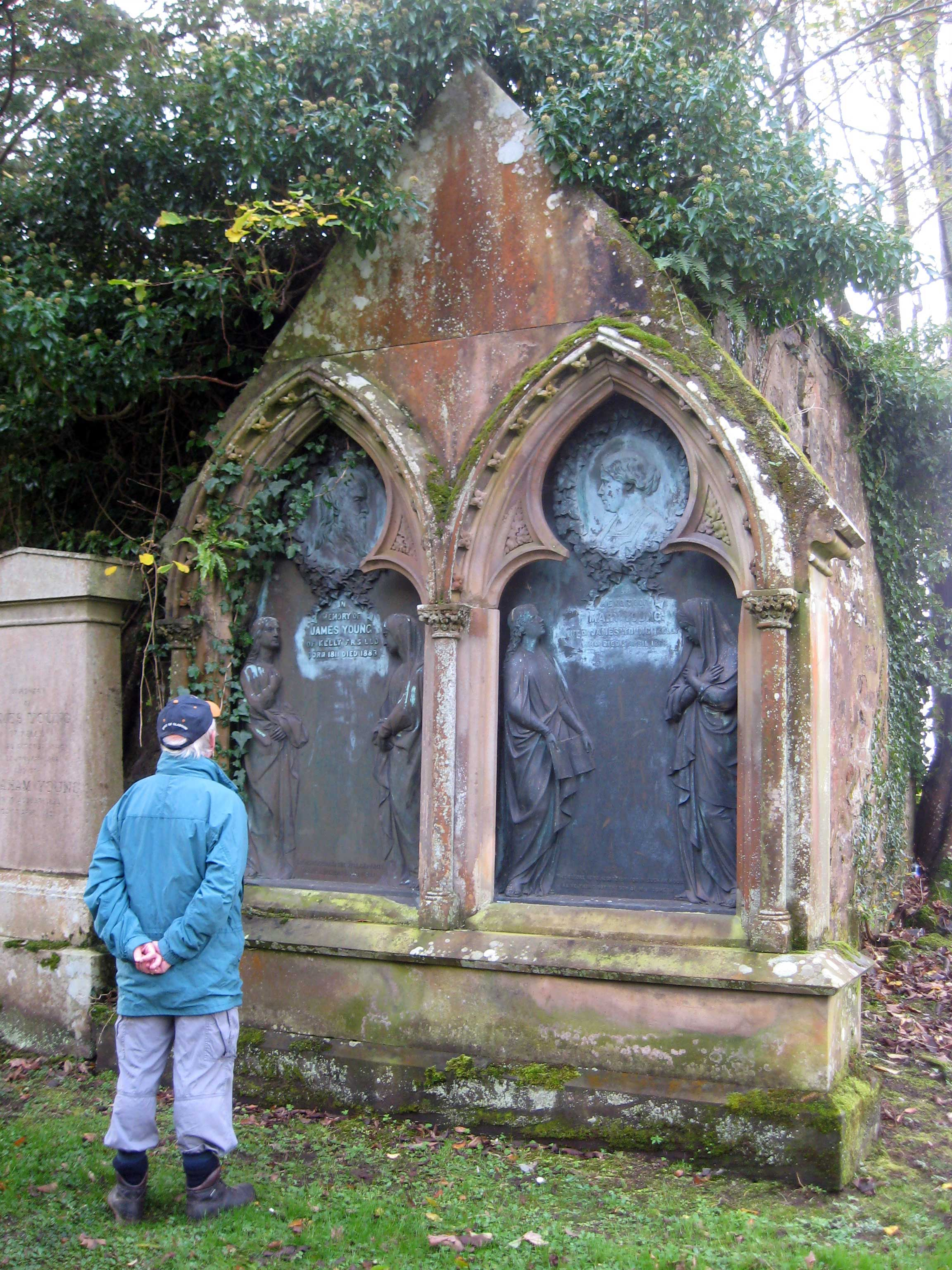
El monumento a James Young y su esposa Mary se encuentra en el antiguo cementerio de Inverkip, en el extremo norte del mausoleo de los Shaw-Stewart Baronets.

La esposa de Young murió, y él en 1871 se mudó con sus hijos a la casa de Kelly, cerca de Wemyss Bay en el distrito de Inverkip. El registro del censo de 1881 lo muestra viviendo con su hijo y su hija en esta finca. Young murió a la edad de 71 años en su casa el 16 de mayo de 1883, en presencia de su hijo James. Fue enterrado en el cementerio de Inverkip.

## Legado
- Las estatuas de su antiguo profesor, Thomas Graham, y de su compañero y amigo de toda la vida, David Livingstone, que se encuentran respectivamente en George Square, Glasgow, y en la catedral de Glasgow, fueron erigidas por él.
- Desde 1855 James 'Paraffin' Young vivió en Limefield House, Polbeth. Un árbol de sicómoro que Livingstone plantó en 1864 sigue floreciendo en los terrenos de Limefield House. Allí también se puede ver una versión en miniatura de las "Cataratas Victoria", que el misionero descubrió a mediados del siglo XIX. Esta fue construida, como un tributo a Livingstone, por Young en el pequeño arroyo que atraviesa la propiedad.
- Young tuvo una amistad de por vida con David Livingstone, a quien conoció en el Anderson's College. Young pagó generosamente los gastos de las expediciones africanas de Livingstone y contribuyó a una expedición de búsqueda, que resultó demasiado tarde para encontrar vivo a Livingstone. También llevó a los sirvientes de Livingstone a Inglaterra y le construyó una estatua en su memoria, que se erigió en George Square, Glasgow.
- La Escuela Secundaria James Young en Livingston, la calle James Young Road en Bathgate y las Salas James Young en la Universidad de Strathclyde llevan su nombre.
- En 2011 fue uno de los siete miembros iniciales del Scottish Engineering Hall of Fame.